# Joanna Litwin
Joanna Litwin (ur. 2 lutego 1977 w Hajnówce) – polska aktorka teatralna i filmowa, reżyserka, autorka scenariuszy oraz nauczycielka.

## Życiorys
Urodziła się na Podlasiu. Od 1992 uczęszczała do I Liceum Ogólnokształcącego im. M. Skłodowskiej-Curie w Hajnówce. Egzamin dojrzałości zdała w 1996. Jej debiut teatralny miał miejsce również w 1996 w  przedstawieniu wyreżyserowanym w Olsztynie przez Adama Hanuszkiewicza. W 1999 została zawodową aktorką kończąc Studium Teatralne przy Teatrze Jaracza w Olsztynie. Później studiowała zarządzanie i inżynierię produkcji. Ukończyła menadżerskie studia podyplomowe MBA, podyplomowe studia logopedyczne i podyplomowe kwalifikacyjne studia pedagogiczne.
Zawodowo związana z teatrami:
- Stefana Jaracza w Olsztynie (1996–1999)
- Zagłębia w Sosnowcu (1999–2007)
- Śląskim w Katowicach (2008)
- STU w Krakowie
- Sceną Polską Teatru Cieszyńskiego w Czeskim Cieszynie (od 2009).

Wystąpiła m.in. w filmach Lecha Majewskiego. W 2010 zagrała Marijken Brugel, żonę głównego bohatera, u boku hollywoodzkiego aktora Rutgera Hauera. 
Od 2009 występuje ze Sceną Polską Teatru Cieszyńskiego (w języku czeskim: Těšínské divadlo Český Těšín, příspěvková organizace zřizovatel) z Czeskiego Cieszyna, a jako nauczycielka biologii Barbara Gruszka, pojawiała się od początku serialu (2014) w odcinkach telewizyjnej Szkoły. Swoje okołoaktorskie, różnorodne pasje realizuje m.in. nauczając podstaw przedsiębiorczości, reżyserując lub prowadząc warsztaty.

## Życie prywatne
Wyszła za mąż za aktora Grzegorza Widerę. Mają dwóch synów. 
Mieszka na Śląsku Cieszyńskim w Cieszynie.

## Nagrody
- Sosnowiec – Kreaton – Nagroda Towarzystwa Przyjaciół Teatru Zagłębia dla Aktorki Sezonu 2006/2007[1]
- Zabrze – Festiwal Dramaturgii Współczesnej „Rzeczywistość przedstawiona” – wyróżnienie aktorskie (2014) za rolę Claudii Roe w przedstawieniu „Enron” w reżyserii Rafała Matusza[14]

## Role teatralne
- Wesele jako Zosia (1996-10-05)
- Operetka jako Albertynka (1997-04-26)
- Zemsta jako Klara (1998-04-18)
- W małym dworku jako Zosia (1998-10-24)
- Przygody Tomka Sawyera (według Marka Twaina) jako Mary Sawyer (1999-06-05)
- Rewizor (sztuka Nikołaja Gogola) jako Maria Antonowna (1999-12-11)
- Wieczór Trzech Króli jako Viola-Cesario (2000-04-01)
- Calineczka (według Andersena) jako Calineczka (2000-09-23)
- Operetka jako Albertynka (2001-05-19)
- Fantazy (Juliusza Słowackiego) jako Stella (2001-11-17)
- Wesele jako Haneczka (2002-02-16)
- Ferdydurke (według Witolda Gombrowicza) jako Zuta (2002-10-12)
- Mały Książę (według Antoine'a de Saint-Exupéry'ego) jako Róża (2002-11-30)
- Antygona (tragedia Sofoklesa) jako Ismena, Jedna z chóru (2003-03-15)
- Świniopas jako Księżniczka (2003-05-24)
- Czwarta siostra jako Tania (2003-10-10)
- Ślub jako Dama dworu (2004-02-28)
- Moralność pani Dulskiej jako Mela Dulska (2004-05-08)
- Kopciuszek jako Kopciuszek (2005-06-03)
- Sztuka kochania  (z Teatrem Zagłębia, scenariusz Zbigniew Książek, reżyseria Krzysztof Jasiński) (06-01-2006)[15]
- Tańce w Ballybeg jako Chris (2006-04-07)
- Mistrz i Małgorzata jako Małgorzata (2006-09-30)
- Wyzwolenie jako Córka, Maska XXII (2007-02-09)
- Zdobycie bieguna południowego (według Manfreda Kargego) jako Rosi (2008-03-15)
- Biznes jako Rose Harris (2009-01-23)
- Głaz graniczny jako Opętana (2009-04-04)
- Amfitrion 38 (komedia Jeana Giraudoux) jako Alkmena (2009-06-07)[16]
- Słodkie rodzynki, gorzkie migdały (według Agnieszki Osieckiej) jako Dojrzała (2010-03-06)
- Trzy siostry (sztuka Antoniego Czechowa) jako Masza (2010-10-09)
- Porcja jako Porcja Coughlan (2011-02-19)
- Piękność dnia jako Jolka (2011-06-30)
- Romeo i Julia jako Gość balu (2011-10-08)
- Pomysł na morderstwo jako Emma Kent (2012-02-18)
- Żelazna konstrukcja jako Zofia Regulska (2012-04-14)
- My się wilka nie boimy jako Plimpuś (2012-05-26)
- Gracze jako Cyganka (2012-06-30)
- Awantura w Chioggi jako Checca (Francesca) (2012-10-13)
- Sprawa Makropulos jako Emilia Marty (2013-03-09)
- Zbrodnia i kara jako Awdotia (Dunia) Romanowna Raskolnikowa (2013-10-05)
- Amadeusz jako Obywatelka Wiednia (2014-01-11)
- Enron jako Claudia Roe (2014-03-29)
- Bożyszcze kobiet jako Ellen (2014-06-14)
- Ondraszek. Pan Łysej Góry jako Kobieta (2014-06-20)
- Tajemniczy ogród (według Frances Eliza Hodgson Burnett) jako Marta Sowerby (2015-01-04)[17]
- Intryga jako Marta (2015-02-07)
- Powsinogi beskidzkie jako Baba (2015-04-11)
- Panna Julie jako Panna Julia (2015-05-31)
- Złotowłosa jako Pies (2016-02-20)
- Powróćmy jak za dawnych lat, czyli polskie piosenki międzywojenne (program kabaretowo-rewiowy) (2016-04-16)
- Opowieści gargantuiczne (wg Rabelais'a) jako: Pani, Papiman, Pazdur, Buczący Brat, Bakbuk (2016-06-11)
- Rajska jabłonka jako Józkowa (2016-09-24)
- Plotka jako Panna Bertrand (2017-04-22)
- Kolacja na cztery ręce jako Kobieta (2017-05-27)
- Lampka oliwna (sztuka Emila Zegadłowicza) jako Baba (2017-10-06)
- Opowieść wigilijna (według Dickensa) jako: Janett, Fan (2017-12-16)
- Job Interviews (sztuka Petra Zelenki) jako Beata (2018-02-24)
- Mayday (sztuka Raya Cooney'a) jako Mary Smith (2018-04-28)
- Amfitrion (sztuka według Plauta) jako Alkmena (2018-12-15)
- Opowieści Lasku Wiedeńskiego (sztuka Ödöna von Horváth) jako Ida (2019-03-02)
- Mayday 2 (sztuka Raya Cooney'a) jako Mary Smith (2019-05-21)
- Siedem zegarków kopidoła Joachima Rybki (według Gustawa Morcinka) jako (2019-06-29)
- Nora (dramat Henrika Ibsena) jako Józkowa (2020-02-15)
- Zbrodnie serca jako Babe Botrelle (2020-09-05)
- Dom otwarty (komedia Michała Bałuckiego) jako żona urzędnika banku Władysława Żelskiego (2021-01-30 premiera online)
- Garderoba damska jako Klara (2021-06-12)
- Balladyna jako Skierka (2021-10-09)
- Czarownice z Salem (według Arthura Millera) jako Abigail Williams (2022-05-07)[18]

## Filmografia
- 1997 Otuchy pragnienia (etiuda szkolna) – dziewczyna
- 2001 Angelus – anioł
- 2006 Mrok – synowa Tkaczyka (odc. 1 serialu telewizyjnego)
- 2006 Glass Lips – matka
- 2009 Detektywi – Agata, klientka detektywów (odc. 556 serialu telewizyjnego)
- 2010 Młyn i krzyż – Marijken Brugel, żona Petera[19]
- 2014–2020 Szkoła – Barbara Gruszka, nauczycielka biologii w serialu telewizyjnym
- 2015 Onirica – postsynchrony[20]
- 2019 1800 gramów – prawniczka[21]